# Auguste Maure
Auguste Maure (Marsella, 1840-Biskra, 1907) fue un fotógrafo francés del siglo XIX, que vivió en Biskra (Argelia) de 1855 a 1907..

## Biografía
Nacido en Marsella (Bouches-du-Rhône) en 1840, Auguste Maure era originario por su padre (César Augustin Maure de Barcelonnette Alpes de Alta Provenza). Es también originario por su madre (Marie Sophie Bertrand) del pueblo de Cholonge ubicado en el cantón de La Mure (Isère) donde regresaba regularmente con la familia para ponerse al abrigo de los calores estivales del sur argelino.
Huérfano desde la edad de 12 años, Auguste fue recogido en 1852 por su abuela, Marie Bertrand, en Cholonge. Al finalizar el año 1850, vuelve a Argelia para trabajar al lado de su joven tío Louis Germain Bertrand, panadero en el municipio de Lambaesis, cerca de Batna. La familia Bertrand dirigirá desde 1863 en El Kantara un albergue-hotel que lleva el nombre de Hotel Bertrand que gozó en esa época de una gran fama.
Germain Bertrand organiza desde 1859 la primera conexión postal por diligencia entre Batna y Biskra : les Messageries du Sáhara. Auguste Maure trabaja en este servicio postal, ejerciendo el oficio de correo. El hotel de El Kantara hace entonces función de Casa de postas y de Caravasar. Este hotel, dirigido por la familia Fouquet de 1859 a 1863, acoge a los turistas que toman la diligencia con destino o procedentes de Biskra. Numerosos artistas, pintores, escritores y fotógrafos contribuyeron así a construir la reputación de este lugar y de este hotel. El primer cliente de esta conexión por diligencia fue el general Desvaux, al mando del lugar de Biskra, y conocido por otra parte por ser un gran aficionado a la fotografía.
En 1860, Auguste Maure funda en Biskra el estudio Photographie saharienne. En el año 1867, una epidemia de cólera afecta a Biskra. Maure, siempre domiciliado en Biskra, se refugia temporalmente en Marsella donde se casa con Magdeleine Louise Sibille, originaria como el, del cantón de La Mure.
En 1870, se convierte en propietario en Biskra de una finca urbana sita en el número 33 de la calle Berthe. Instala el estudio Photographie saharienne así como el café de las Messageries (venta de cerveza de Constantina, vinos, licores, tabacos). Este café marca entonces el lugar de salida y de llegada de correos procedente de Batna. En 1873, Auguste Maure ejerce en Biskra el oficio de pregonero y cartelero público. Este papel oficial declarado a las autoridades locales le da la autorización de anunciar en el espacio público las fotografías, en particular en el escaparate de su establecimiento. Auguste informa luego a la administración militar[Qué ?] ya que ésta tiene autoridad sobre la ciudad de Biskra hasta en 1878.
Según Paul Pizzaferri, historiador de Biskra, 

l'arrivée de la malle poste avait lieu sur la place face au café des messageries. Son arrivée dans un nuage de poussière avait un petit air de western à la mode biskrite. C'était l'événement attendu à l'heure de l'apéritif par toute une population en mal de solitude, avide de connaître les dernières nouvelles venant du nord.//*español: La llegada del correo tenía lugar en la plaza frente al café des messageries. Su llegada envuelto en una nube de polvo tenía un poco de aire del western al estilo biskrit. Era un evento esperado a la hora del aperitivo por toda una población aislada, ansiosa por conocer las últimas novedades del norte.

. Auguste Maure tuvo así la oportunidad de conocer a los artistas pintores y fotógrafos que vinieron a descubrir el sur de Argelia utilizando este único medio de locomoción.
Tuvo tres hijos llamados Marius, Auguste y Joseph. Murió el 3 de marzo de 1907 en Biskra, dejando el estudio fotográfico a su hijo mayor Marius Maure. Su hijo Auguste Ambroise Maure, nacido en 1873, dirigía una librería en Biskra, junto al estudio de fotografía de su hermano, y un pequeño hotel (Hôtel-Orient des Voyageurs) adquirido por su padre en 1875. Célestin Joseph Maure, nacido en 1878, se convertirá en molinero, heredando en 1907 el molino adquirido por su padre en 1878.

## Creación del primer estudio de Biskra

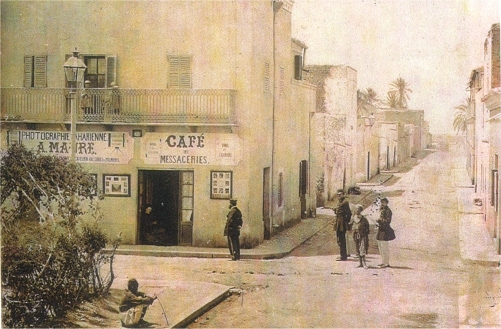
Estudio fotográfico Maure - Photographíe Saharienne - Biskra - Circa 1880

Biskra es una oasis (Reina de las Ziban - Arrous-ezzibane) a las puertas del Sáhara, una estación termal y de invernada que acoge en el siglo XIX a artistas y escritores como Oscar Wilde, Anatole France, Bela Bartok. Las obras de André Gide y de Robert Hichens contribuyen directamente a asegurarle una fama internacional.
Los fotógrafos Delemotte & Alary son los primeros en fotografiar Biskra con su daguerrotipo, titulado Minaret en ruine, en mayo de 1850. Entre 1855 y 1860, los fotógrafos viajeros, Félix-Jacques Molino, Paul Jeuffrain, Gustave de Beaucorps, permanecen en Biskra, tomando las primeras series de clichés del sur de Argelia. Auguste Maure es un vescerano, Biskra es la ciudad que lo ha visto crecer desde su adolescencia y donde ha escogido definitivamente vivir e instalarse.
Auguste Maure pertenece a esos artistas que forman la Escuela de Biskra, constituida por pintores tales como Eugène Fromentin, Paul Jean Baptiste Lazerges, Eugène Girardet, Gustave Guillaumet, Maurice Bompard o Étienne Dinet, así como por los fotógrafos Émile Frechon, Alexandre Bougault, Rudolf Lehnert o Marius Maure, su hijo mayor.
Auguste Maure funda la Photographie saharienne en 1860 : el primer estudio de fotografía del sur de Argelia. Se convierte en  « el primer artista-pintor que tiene Talleres » en Biskra : así es como se califica entonces a los fotógrafos. En 1870, Auguste adquiere una casa en la calle Berthe (calle principal de Biskra) e instala su estudio.

## Producción fotográfica
Los instrumentos fotográficos utilizados en los años 1870-1880 son pesados, frágiles y sensibles. La fuerte luminosidad ambiental, el calor y la arena no facilitan las tomas de vistas exteriores. Auguste Maure es el primer creador de numerosos clichés que ilustran los paisajes de Biskra y de sus alrededores (El Kantara, Tilatou, Sidi Okba, Chetma, Tolga, Tuggurt...). Los vínculos que mantenía con la población local le facilitaron la toma de clichés que representan modos de vida que permanecieron iguales desde la Antigüedad, y hoy han desaparecido.
Las fotografías de Auguste Maure forman parte de una corriente orientalista que nace, no obstante siempre marcada por un profundo realismo. Trata el tema y sus modelos con mucha dignidad y respeto. Los miembros de la tribu de las Ouled Nails de Biskra, bailarinas y prostitutas árabes, llevando su atuendo, tocas y alhajas incomparables, fotografía muy apreciadas por los turistas. 

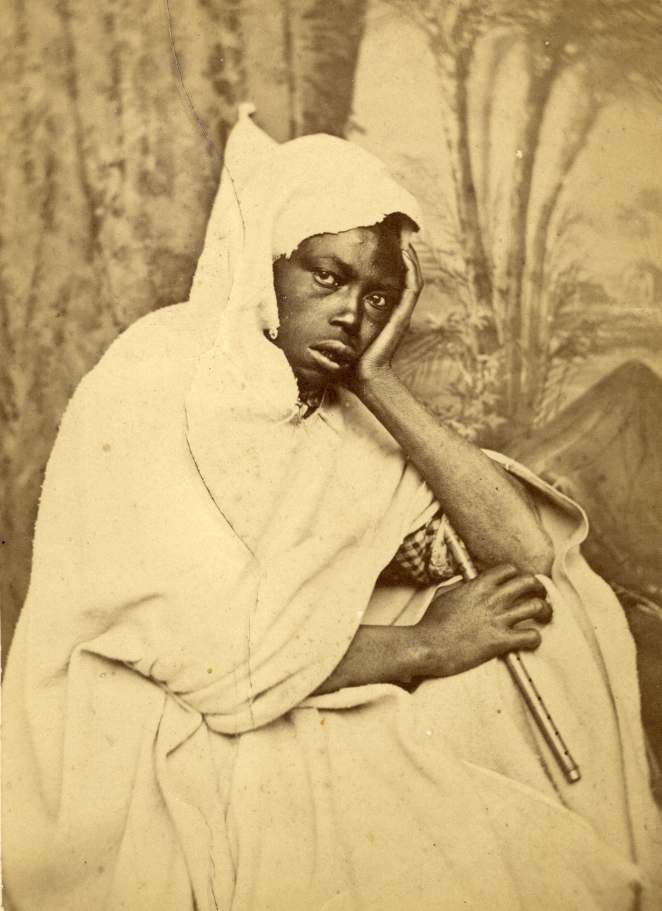
El tocador de flauta - Biskra - ca 1875
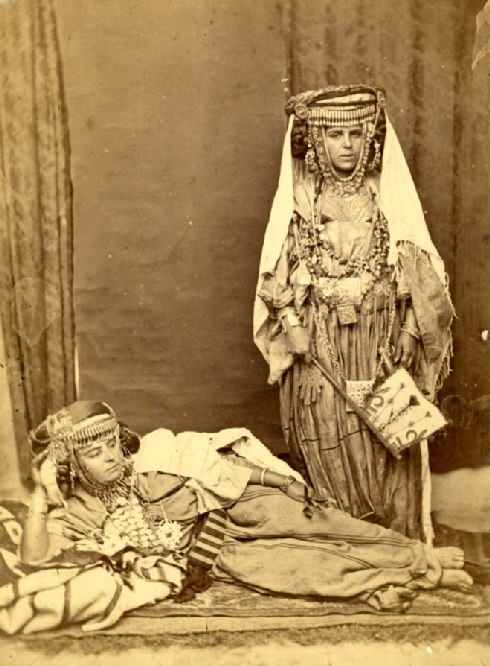
Ouleds nails  - Biskra - ca 1875
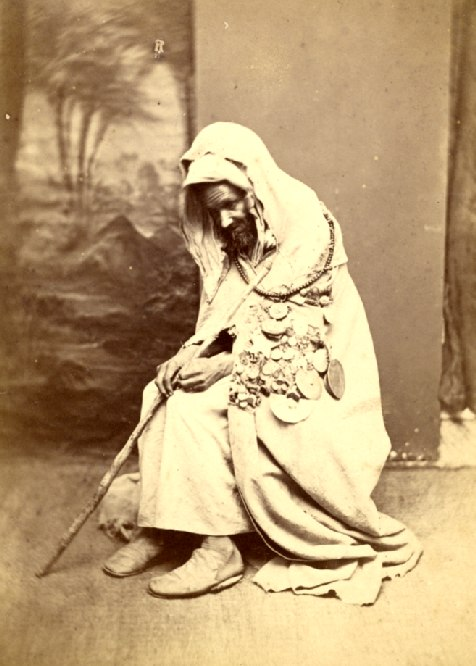
Anciano argelino  - Biskra - ca 1875
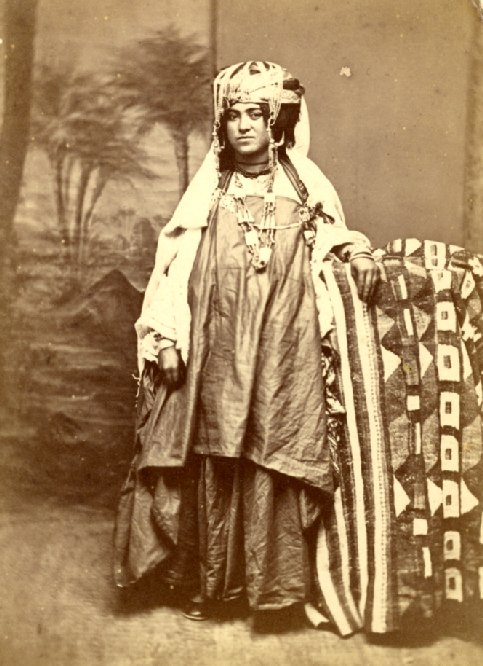
Ouled nail  - Biskra - ca 1875
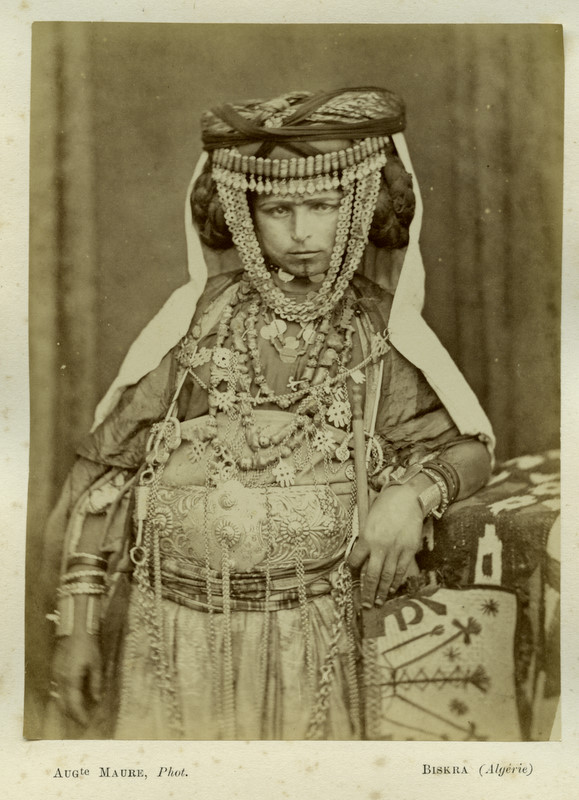
Ouled Nail - Biskra - ca 1875
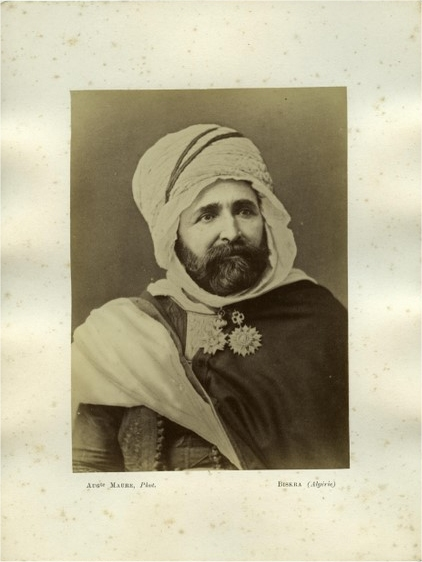
"Sidi Mohamed Srir Ben Guanah - Caíd de Biskra - 1880"
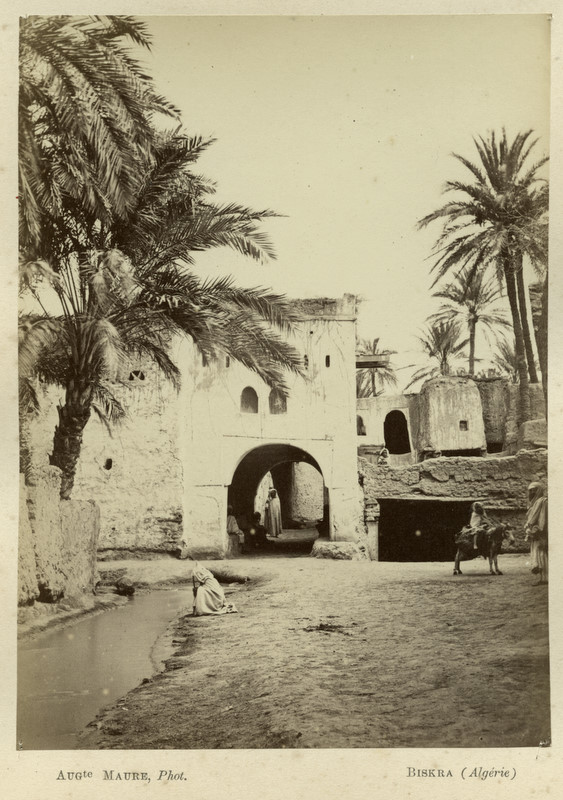
Interior de Biskra - ca 1875
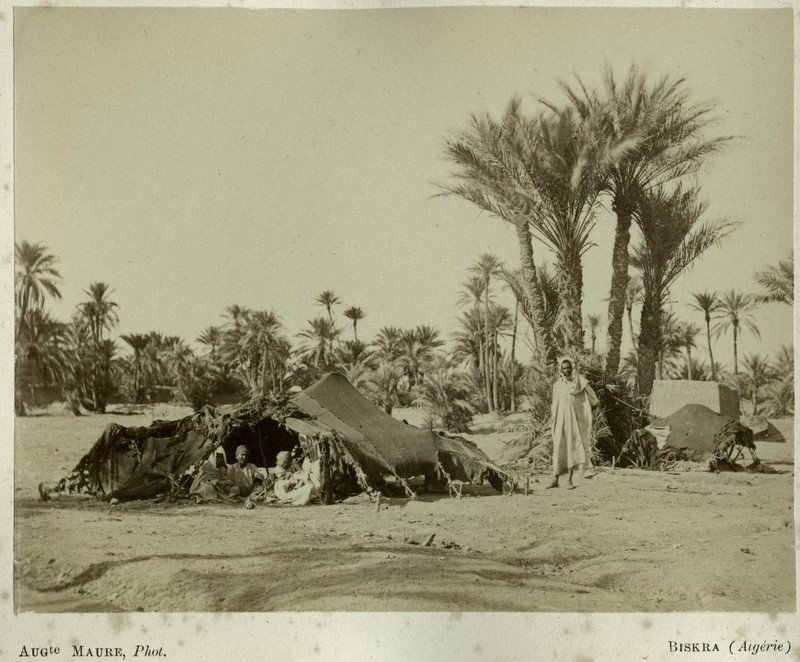
Tienda de beduinos - Biskra - ca 1875

- Marius Maure, hijo mayor de Auguste Maure retomará la dirección del estudio Photographíe saharienne en el año 1895.

## Publicaciones
- Biskra et ses environs, 78 vista, Nota y un plano, Maure Photographe Biskra, éditions France Album, hacia 1900
- Vues de Biskra, 19 heliografías, Maure Photographe, Biskra, éditions ND Phot., hacia 1900
- Guide de Biskra et ses environss, libreta turística con un plano detallado de la ciudad, éditions Baise & Gouttagny, Lyon, hacia 1910